# Runowo (powiat czarnkowsko-trzcianecki)
Runowo – wieś w Polsce położona w województwie wielkopolskim, w powiecie czarnkowsko-trzcianeckim, w gminie Trzcianka.

## Infrastruktura
We wsi znajduje się sklep, świetlica wiejska, kościół św. Józefa, przedszkole. Jest 79 budynków mieszkalnych, jeden sklep, świetlica, przedszkole i kaplica zbudowana w 1991 r. dzięki ks. Witoldowi Jaskulskiemu. 
Gospodarzy tu 15 rolników, którzy posiadają ponad 20 hektarów ziemi. W Runowie znajduje się też zakład rolny i gospodarstwo agroturystyczne.

## Położenie
Wieś usytuowana jest na skrzyżowaniu lokalnych dróg z Siedliska do Gajewa i Nowej Wsi. W odległości około 3 kilometrów od centrum znajduje się stacja kolejowa Siedlisko. Runowo jest malowniczo położone na niewielkich wzniesieniach w sąsiedztwie otaczających od południa i wschodu lasów.
W pobliżu wsi źródło ma struga Rudnica uchodząca do Noteci.
W latach 1975–1998 miejscowość należała administracyjnie do województwa pilskiego.

## Historia wsi
Wieś nie ma zwartej zabudowy choć do 1945 roku liczyła 300 domów, jednak po kontrataku niemieckiego oddziału miejscowość została przez żołnierzy radzieckich ostrzelana z broni przeciw pancernej i w dużej części zniszczona. Dwadzieścia lat po wojnie w Runowie jeszcze raz miały miejsce dramatyczne zdarzenia. W latach sześćdziesiątych dochodziło tam do częstych pożarów, będących efektem podpaleń. Podpalacza nie schwytano i tajemnica do dzisiaj nie została wyjaśniona. W latach 2004–2006 miały miejsce kolejne podpalenia, w których spłonęły 3 budynki gospodarcze.

### Runowo za czasów przynależności do Niemiec
Niemiecka nazwa wsi to Runau. We wsi były trzy folwarki, zajazd, dwie restauracje, stacje benzynowe i szkoła. Był też drewniany kościół św. Piotra i Pawła i dzwonnica, które zniszczone po wojnie zostały rozebrane. Ze starszych obiektów pozostała część zabudowań folwarcznych i poniemiecki cmentarz. We wsi są również dwa stare drzewa - dwustuletni dąb i stuletni kasztan.